# Acanthocephalus lizus
Acanthocephalus lizus is een soort haakworm uit het geslacht Acanthocephalus. De worm behoort tot de familie Echinorhynchidae. Acanthocephalus lizus werd in 1984 beschreven door Li.